# Enggalrejo
Enggalrejo is een bestuurslaag in het regentschap Banyuasin van de provincie Zuid-Sumatra, Indonesië. Enggalrejo telt 2431 inwoners (volkstelling 2010).